# 育英大学
育英大学（いくえいだいがく、英語: Ikuei University）は、群馬県高崎市京目町1656-1に本部を置く日本の私立大学。2018年創立、2018年大学設置。

## 概要
「幅広い教養と道徳心を持ち、主体的な判断と行動ができる教員の養成」を目的に掲げ、2018年4月に群馬県内で16番目の四年制大学として開学。
設置者は前橋育英高等学校などを運営する学校法人群馬育英学園で、前橋育英の生徒の科目等履修生としての受け入れ、大学と高校の教員による相互の授業など、高大連携協定を締結している。

## 沿革
- 2018年 - 開学。

## 学部
- 教育学部
  - 教育学科
    - 児童教育専攻（学校教育コース、幼児教育コース）
    - スポーツ教育専攻

児童教育専攻では小学校・幼稚園の教員免許・保育士資格の取得、スポーツ教育専攻では中学校・高等学校の保健体育教員免許の取得が可能。

## クラブ活動
陸上競技部、レスリング部、バレーボール部の3つを強化クラブに指定している。
陸上競技部
- 特に男子駅伝部の強化を行い、箱根駅伝への出場を目指している。駅伝部監督は日本体育大学時代に3年連続で箱根駅伝に出場し、実業団NECに12年間所属した嶌津秀一[5]。2019年に初めて挑んだ予選会では30位となり、チームトップ（全体65位）の外山結（前橋育英出身）が関東学生連合チームに選出され、第96回箱根駅伝で5区を走り大学初の箱根ランナーとなった。

レスリング部
- 男女ともに強化クラブに指定され、男子レスリング部は創立2年目で東日本リーグ戦1部リーグへ昇格した。男子監督は2012年ロンドンオリンピックグレコローマン60kg級銅メダルの松本隆太郎。女子では2021・2022年世界選手権、パリオリンピック金メダルの櫻井つぐみ、パリオリンピック金メダルの元木咲良らを輩出している。

バレーボール部
- 女子バレーボール部は育英短期大学と合同で活動している。

## 奨学金
入学前
- 特別奨学金（給付型）
  - 特に学業成績又は、競技成績が優秀な学生には、授業料・教育振興費・入学金の全て又はいずれかのうち全額、1/2、1/3相当額が支給される。

入学後
- 学業成績優秀者奨学金（給付型）
  - 学業成績が特に優秀と認められる学生には、半期授業料の1/2相当額が支給される。

他に貸与型奨学金（無利子・有利子）、入学時特別増額貸与奨学金制度などがある。

## 対外関係
群馬医療福祉大学・群馬医療福祉大学短期大学部と教育・研究の連携、学生間の交流など、包括的な大学間連携協定を締結している。

## 出身者
- 櫻井つぐみ - 女子レスリング選手
- 元木咲良 - 女子レスリング選手
- 石井亜海 - 女子レスリング選手
- 外山 結 - 陸上競技選手 実業団 サンベルクス所属

## 系列校
- 前橋育英高等学校
- 育英短期大学
- 育英メディカル専門学校（姉妹法人の学校法人群馬英数学舘が運営）
- 幼保連携型認定こども園 大利根育英幼稚園（姉妹法人の学校法人中村学園が運営）